# Belutschistankonflikt
Der Belutschistankonflikt ist ein bewaffneter Konflikt von geringer Intensität zwischen der Zentralregierung Pakistans und des Iran mit dem Volk der Belutschen, der seit 1947 andauert. Die Belutschen kämpfen für Autonomie- und Selbstbestimmungsrechte sowie Beteiligung an den wirtschaftlichen Gewinnen durch den Rohstoffreichtum ihrer Region.

## Ursachen

Ethnische Gruppen (vereinfachte Karte) in Pakistan und angrenzenden Ländern nach Daten der CIA (1980).
Die Provinzgrenzen Pakistans sind gestrichelt eingezeichnet.

Aufgrund der zentralistischen Ausrichtung des pakistanischen Staates wird das belutschische Volk systematisch von den politischen Entscheidungsprozessen ausgeschlossen. Aus diesem Grund fordern die Belutschen eine Neustrukturierung des Staates und eine Umverteilung der politischen Macht auf die lokale Ebene. Einige Teile der Bevölkerung sehen Belutschistan als eigenständige Nation und kämpfen für ihr Selbstbestimmungsrecht einen unabhängigen Staat zu gründen. Aus diesem Grund ist Belutschistan, vertreten durch die Balochistan National Party, seit 1996 Mitglied der Unrepresented Nations and Peoples Organisation (UNPO).
Der Konflikt bekam in den 1950er Jahren zudem eine wirtschaftliche Komponente, als große Öl- und Gasvorkommen in der pakistanischen Provinz Belutschistan gefunden wurden. Trotz dieses Ressourcenreichtums blieb die Provinz arm. Pakistan tätigt größere Investitionen in Gwadar, was der Verbindung nach Zentralasien dienen soll. Die Stadt füllt sich mit Pakistanis aus anderen Regionen. Es gibt ein Gefühl der Enteignung.

## Konfliktverlauf

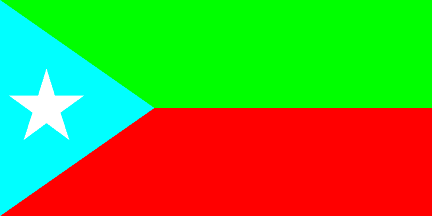
Flagge der belutschischen Unabhängigkeitsbewegung

Im August 1947 erfolgte die Unabhängigkeitserklärung Belutschistans. Beide Kammern des belutschischen Parlaments stimmten gegen eine Fusion mit Pakistan, das eine zentralistische Herrschaft über das verhältnismäßig dünn besiedelte, aber an Bodenschätzen reiche Gebiet anstrebte. Es kam in der Folgezeit zu mehreren Kriegen zwischen den Pakistan und separatistischen Milizen in Belutschistan. Zunächst marschierten am 1. April 1948 pakistanische Soldaten in Belutschistan ein, annektierten die Region und gliederten sie in den pakistanischen Staat ein. 
In den Jahren 1958–1969 kam es zu weiteren kriegerischen Auseinandersetzungen. 1973–1977 starben insgesamt 8.000 Menschen während der Kämpfe.
Zu Beginn der 2000er Jahre flammte der bewaffnete Aufstand aufgrund der ungleichen Verteilung der Gewinne aus dem Ressourcenabbau und der steigender Repression der pakistanischen Zentralregierung wieder auf. 2006 wurde der Rebellenführer Nawab Akbar Bugti von pakistanischen Sicherheitskräften getötet. Laut den Daten der Konfliktdatenplattform ACLED stieg die Intensität des Konfliktes und damit die Opferzahlen in den Folgejahren kontinuierlich an. Im Jahr 2015 wurden mindestens 400 Todesopfer in circa. 100 unterschiedlichen Kampfhandlungen registriert. In den Jahren danach ebbte die Gewalt jedoch wieder ab. Ein wichtiger Grund hierfür waren die staatlichen Rehabilitierungs- und Entwaffnungsprogramme, welche weitreichende Amnestien für demobilisierte Milizen anbot. Berichten zufolge sollen allein zwischen 2015 und 2016 über 1000 bewaffnete belutschische Milizen im Rahmen dieser Programme ihre Waffen niedergelegt haben.
Im November 2018 erklärten drei vormals rivalisierende Gruppen ihren militärischen Zusammenschluss im Rahmen der Allianz Baloch Raaji Ajoi Sangar (BRAS). 
- Belutschische Befreiungsarmee,
- Befreiungsfront Belutschistans,
- Belutschisch-Republikanische Wächter.

Erklärtes Ziel der Allianz ist die "Konsolidierung nationaler Stärke", um die pakistanische Besetzung Belutschistans zu beenden. Neben dem bewaffneten Kampf gegen die pakistanischen Streitkräfte organisieren die Milizen auch Angriffe gegen chinesische Sicherheitskräfte und die Infrastrukturprogramme des China-Pakistan Economic Corridor.